# Liesbeth Mau Asam
Liesbeth Mau Asam (Den Haag, 9 april 1982) is een voormalig Nederlands shorttracker. Zij is woonachtig in Woubrugge en heeft een relatie met marathonschaatser en voormalig shorttracker Cees Juffermans.

## Carrière
Mau Asam is viervoudig Nederlands kampioene shorttrack (2004, 2005, 2006, 2008). In 2004 en 2005 deed ze ook mee aan het wereldkampioenschap.
De aanloop naar de Olympische Winterspelen 2006 in Turijn verliepen niet bepaald vloeiend. Mau Asam had op de 500 meter een nominatie en diende in de wereldbekerwedstrijden in Den Haag vormbehoud te tonen. Dit deed zij echter niet en daarom moest ze wachten tot het EK Shorttrack 2006 dat slechts drie weken voor aanvang van de Spelen plaatsvond. Op 21 januari 2006 plaatste Mau Asam zich dan toch nog voor de Olympische Spelen in Turijn, door tijdens de EK als vijfde te eindigen op de 500 meter en daarmee voldoende vormbehoud toonde aan NOC*NSF. Een dag eerder eindigde ze ook vijfde op de 1500 meter. Voor deze afstand had ze echter geen nominatie op zak. Aangezien Nederland nog wel startplaatsen over had mocht ze toch op zowel de 1000 meter als de 1500 meter in Turijn in actie komen. Haar beste prestatie leverde ze op de 1000 meter, waar ze de halve finale haalde en als debutante uiteindelijk de 10e plaats behaalde. Later dat seizoen deed ze wederom mee aan het wereldkampioenschap.
In Vancouver deed Mau Asam nog een keer mee aan het shorttrack op de Olympische Winterspelen 2010, maar eindigde hier in de achterhoede.
In haar juniorentijd deed Mau Asam ook aan langebaanschaatsen. Zo werd ze Nederlands kampioene supersprint 1998. Daarnaast deed Mau-Asam in datzelfde jaar mee aan de Jeugd Olympische Winterdagen in Slowakije waar ze een tweede plaats behaalde op de 500 meter en een eerste plaats op de aflossing.

## Persoonlijke records
| Afstand    | Tijd     | Datum      | Baan          | Land       |
| ---------- | -------- | ---------- | ------------- | ---------- |
| 500 meter  | 45,400   |            | Turijn        | Italië     |
| 1000 meter | 1.31,792 | 13-11-2005 | Bormio        | Italië     |
| 1500 meter | 2.25,836 | 07-10-2005 | Gangneung     | Zuid-Korea |
| 3000 meter | 6.25,689 | 22-01-2006 | Krynica Zdrój | Polen      |

## Resultaten
| Toernooi     | 2006 | 2005 | 2004 | 2003 | 2002 | 2001 | 2000 | 1999 | 1998 | 1997 |
| ------------ | ---- | ---- | ---- | ---- | ---- | ---- | ---- | ---- | ---- | ---- |
| OS (1500 m)  | HF   | -    | -    | -    | -    | -    | -    | -    | -    | -    |
| WK (1500 m)  | 20e  | 17e  | ?    | ?    | ?    | ?    | ?    | ?    | ?    | ?    |
| EK (overall) | 8e   | ?    | ?    | ?    | ?    | ?    | ?    | ?    | ?    | ?    |
| WK junioren  |      | ?    | ?    | ?    | ?    | ?    | ?    | ?    | ?    | ?    |